# Ammerbach (Jena)
Ammerbach ist ein Stadtteil im Südwesten von Jena. Er liegt nordwestlich von Winzerla und westlich der Ernst-Abbe-Siedlung.

## Lage
Der Ortsteil Ammerbach liegt in einem trichterförmigen Tal in Richtung Bucha. Rechts und links der Straße befindet sich meist Grünland, dann Wald auf den Hängen und Anhöhen. Östlich des Ortsteils besteht Anschluss an die Siedlungen der Stadt.

## Name
Der Ort ist nach dem Ammerbach benannt, an dem der Ort liegt.

## Geschichte
Die erste schriftliche Erwähnung Ammerbachs erfolgt im Jahr 1228 in einer päpstlichen Urkunde. In ihr wird eine Kapelle genannt, die zur Pfarrkirche von Lobeda zählt. Diese Erwähnung lässt vermuten, dass der Ort im Machtbereich der Herren von der Lobdeburg stand. Dass die Ersterwähnung in eine Zeit fällt, in der die Kapelle bereits existierte, lässt eine ältere Besiedlung des Ortes vermuten. So wird als Entstehungszeit Ammerbachs und der Kapelle die Mitte des 9. Jahrhunderts angenommen; urkundliche oder archäologische Beweise wurden bislang nicht gefunden. Dagegen sind Besiedlungsspuren durch steinzeitliche Bandkeramiker aus dem 3. Jahrtausend v. Chr. und der jüngeren Bronzezeit, durch Funde in einer Lehmgrube, für das Gebiet überliefert. Die älteste Überlieferung von Hofbesitzern stammt aus der Zeit von 1421–1425.
Im Sächsischen Bruderkrieg wurde der Ort fast völlig verwüstet.
Ammerbach war seinerzeit ein beliebtes Ausflugsziel ("Bierdorf") der Jenaer Studenten.
Ammerbach wurde am 1. Oktober 1922 in die Stadt Jena eingemeindet. Im Jahre 2009 wohnten in Ammerbach ca. 460 Einwohner. Der ursprüngliche dörfliche Charakter dieses Ortsteiles ist erhalten geblieben.
Die Verkehrsanbindung an das öffentliche Nahverkehrsnetz von Jena erfolgt über die Buslinie 11.
Durch den Ort führt die schmale L 2308, die weiter nach Bucha führt, für PKWs vor der Fertigstellung des Jagdbergtunnels eine beliebte Ausweichstrecke bei Staus auf der A 4.

## Religion

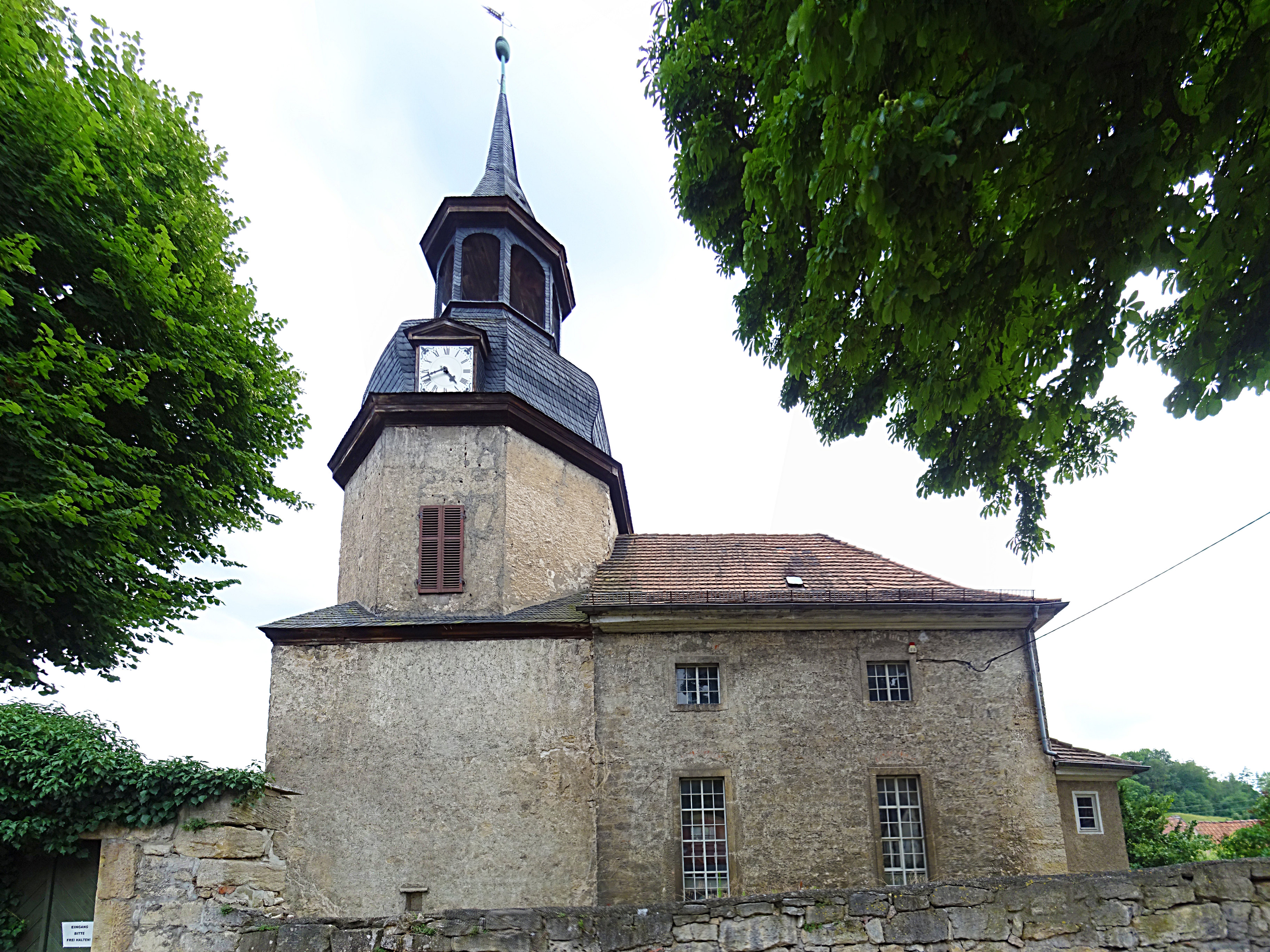
Kirche von Ammerbach

Ammerbach ist seit der Reformation evangelisch. Das Dorf verfügte zwar über eine eigene Kirche, wurde jedoch häufig und über längere Zeiträume seelsorgerisch von Burgau aus verwaltet. Heute gehört sie zur Dietrich-Bonhoeffer-Gemeinde.